# بجماليون
بجماليون هو اسم التاريخي في اللغة الإغريقية لملك صور من 820 قبل الميلاد إلى 774 قبل الميلاد، والذي يعرف بالاسم الفينيقي Pumayyaton.
ولكن شهرة اسم بجماليون تأتي من وروده في قصيدة أوفيد السردية بعنوان التحولات Metamorphoses، والتي يصف فيها كيف أغرم النحات بجماليون بالتمثال الذي نحته.

## بجماليون في الميثولوجيا

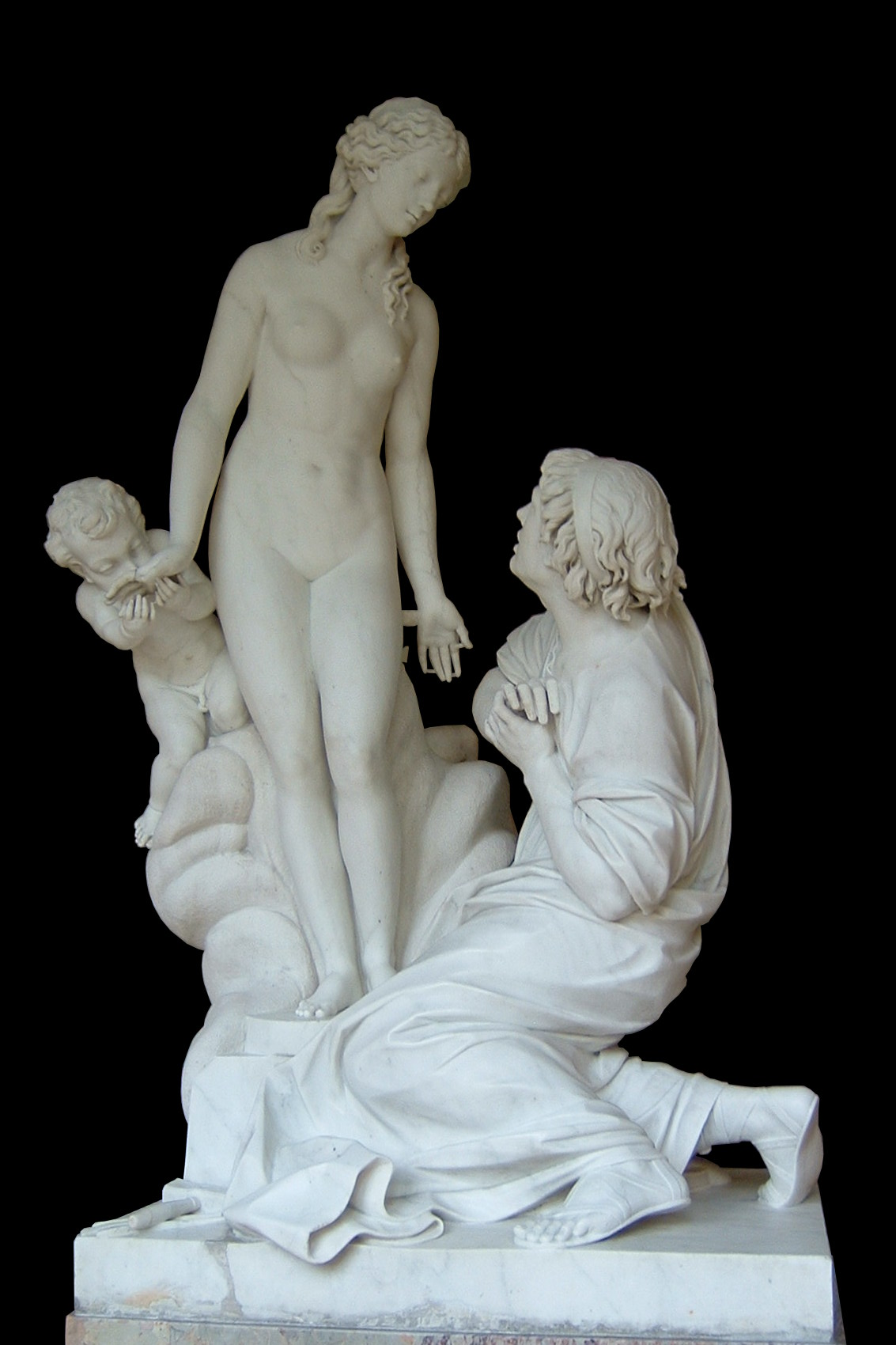
بجماليون (1763)

في الميثولوجيا الإغريقية والرومانية العتيقة، كان رجل يسمى بجماليون جد أدونيس وأبو ميثارمي. لكن حكاية الشاعر الروماني أوفيد أشهر، وهو يصف أن بجماليون (Pygmalion) كان نحّات عظيم يكره النساء، فصنع تمثال من العاج يمثل امرأة جميلة، ووقع في الحب. زينها باللباس الغالية واللؤلؤ، وأخيرا يوم عيد فينوس دعا إلهة الحب فينوس أن تحيي التمثال، فأحيته فلما عاد من العيد وقابلها. سمى التمثال الحي جالاتيا ونكحها، فولدت لهما بنت اسمها بافوس أسست مدينة بافوس في قبرص.

## في الأدب
كتب كثير من الأدباء عن حكاية بجماليون، كما أنه ألهم الكثير من الفنانين. ومن أشهرها الأعمال الأدبية التي تناولت بجماليون:
- مسرحية «بجماليون» لجورج برنارد شو (ثم حولها الأمريكيون ليرنر ولو إلى المسرحية الموسيقية والفيلم "سيدتي الجميلة"). في هذه المسرحية «بجماليون» هو الأستاذ هنري هيجينز الذي يجعل من امرأة فقيرة جاهلة سيدة محترمة في أعلى طبقات المجتمع بتغيير لهجتها.
- مسرحية «بجماليون» لتوفيق الحكيم، وهي مسرحية فكرية حول الصراع بين «الحياة» و«الفن»، فلا يستطيع بجماليون أن يعيش بلا حبيبته ولا أن يرى آثار العمر وغبار الحياة عليها.

## مواضيع مرتبطة
- مسرحية سيدتي الجميلة
- فيلم سيدتي الجميلة